# The Squaire

Wort-Bild-Marke

Logo The Squaire

The Squaire (eigene Schreibweise: THE SQUAIRE, ehemals Airrail Center Frankfurt) ist ein 660 Meter langes, bis zu 65 Meter breites und 45 Meter (neun Etagen) hohes Bürogebäude in Frankfurt am Main im Stadtteil Flughafen. Es wurde zwischen 2007 und 2011 über dem bestehenden Fernbahnhof am Frankfurter Flughafen gebaut und schafft zusätzliche Fläche für Büros, Hotels und Einzelhandel. Durch einen Verbindungsgang ist The Squaire direkt an das Terminal 1 des Flughafens angebunden.
Mit einer Gesamtmietfläche von 140.000 Quadratmetern gilt The Squaire als größtes Bürogebäude Deutschlands. Das Gebäude verfügt über die eigene Großempfängerpostleitzahl 60600 und teilt sich die Hauszustellungspostleitzahl 60549 mit dem Flughafengelände und Gateway Gardens.

## Name
Squaire ist ein Kofferwort aus den englischen Wörtern „square“ (öffentlicher Platz) und „air“ (Luft). Der Name wurde im Juni 2010 bekannt gegeben, nachdem das Gebäude jahrelang unter dem Projektnamen Airrail Center Frankfurt geführt worden war. Airrail ist eine Zusammensetzung aus den englischen Wörtern „air“ (Luft) und „rail“ (Schiene).

## Lage und Verkehrsanbindung

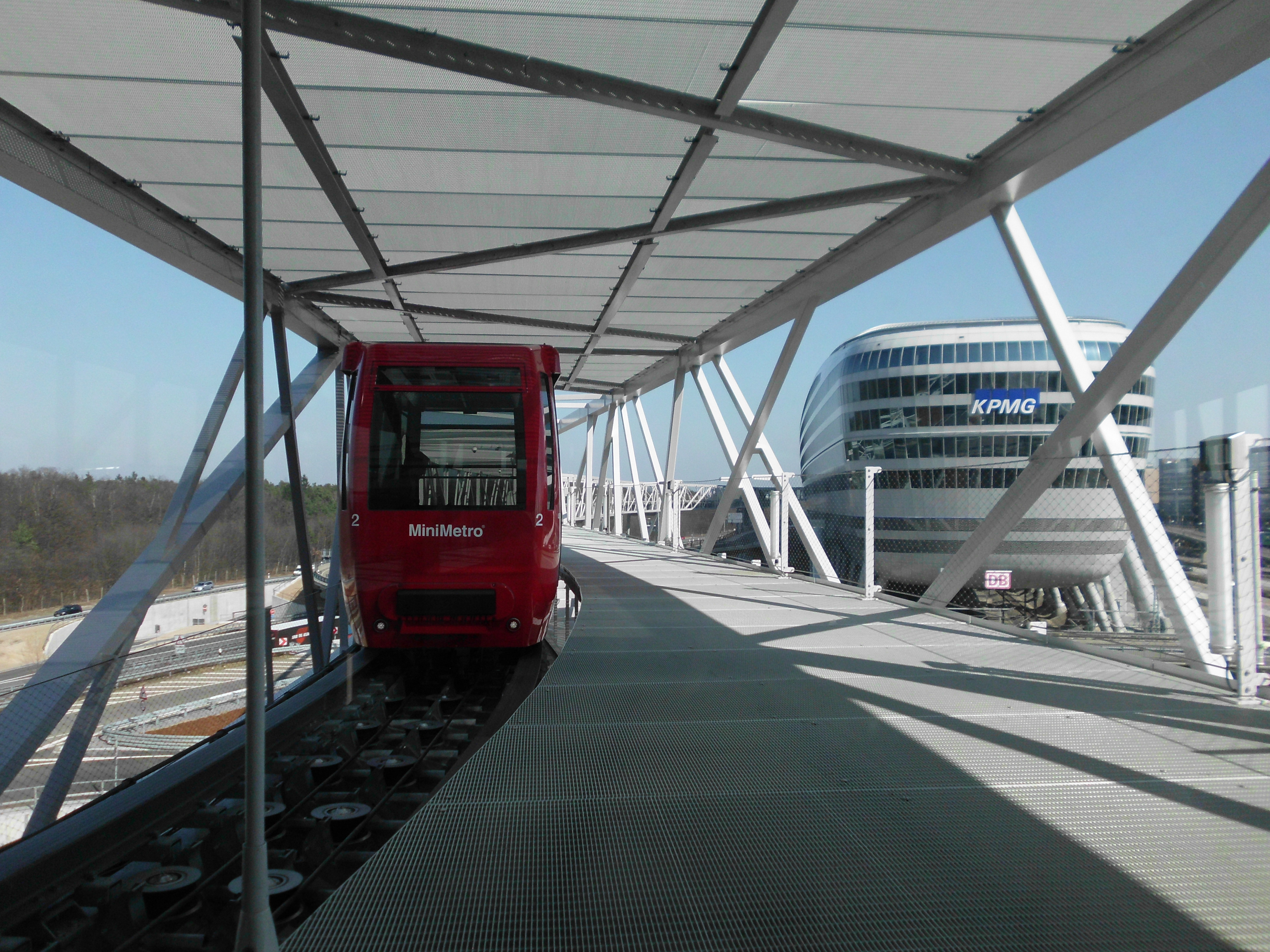
MiniMetro kurz vor Ankunft im Parkhaus

Das Gebäude liegt zwischen der Bundesautobahn 3 und der parallel dazu verlaufenden Bundesstraße 43 in der Nähe des Frankfurter Kreuzes und des Neubaugebietes Gateway Gardens. Es besteht eine direkte Verbindung zu dem unter dem Gebäude liegenden Fernbahnhof mit täglich 210 Fernzügen, davon 185 ICE-Züge. Durch einen Verbindungsgang über die Bundesautobahn 3 können fußläufig das Flughafenterminal sowie der Regionalbahnhof erreicht werden.
Zwischen dem Gebäude und dem Parkhaus (2500 Stellplätze) pendelt die vollautomatische MiniMetro, „Squaire-Metro“, eine waagerecht verkehrende Standseilbahn mit zwei Kabinen.

## Geschichte

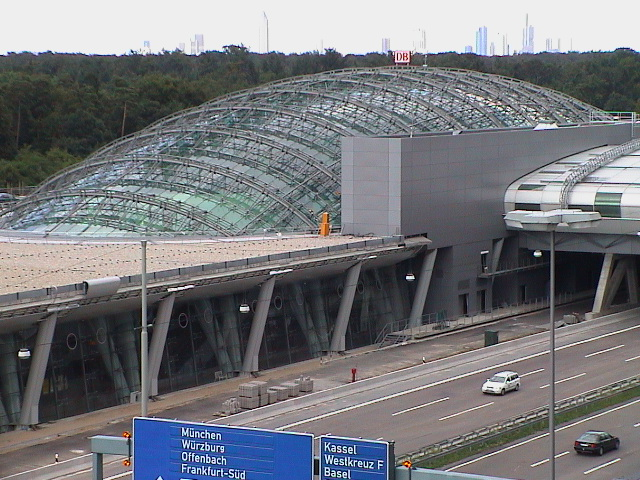
Fernbahnhof ohne Überbauung (2000)

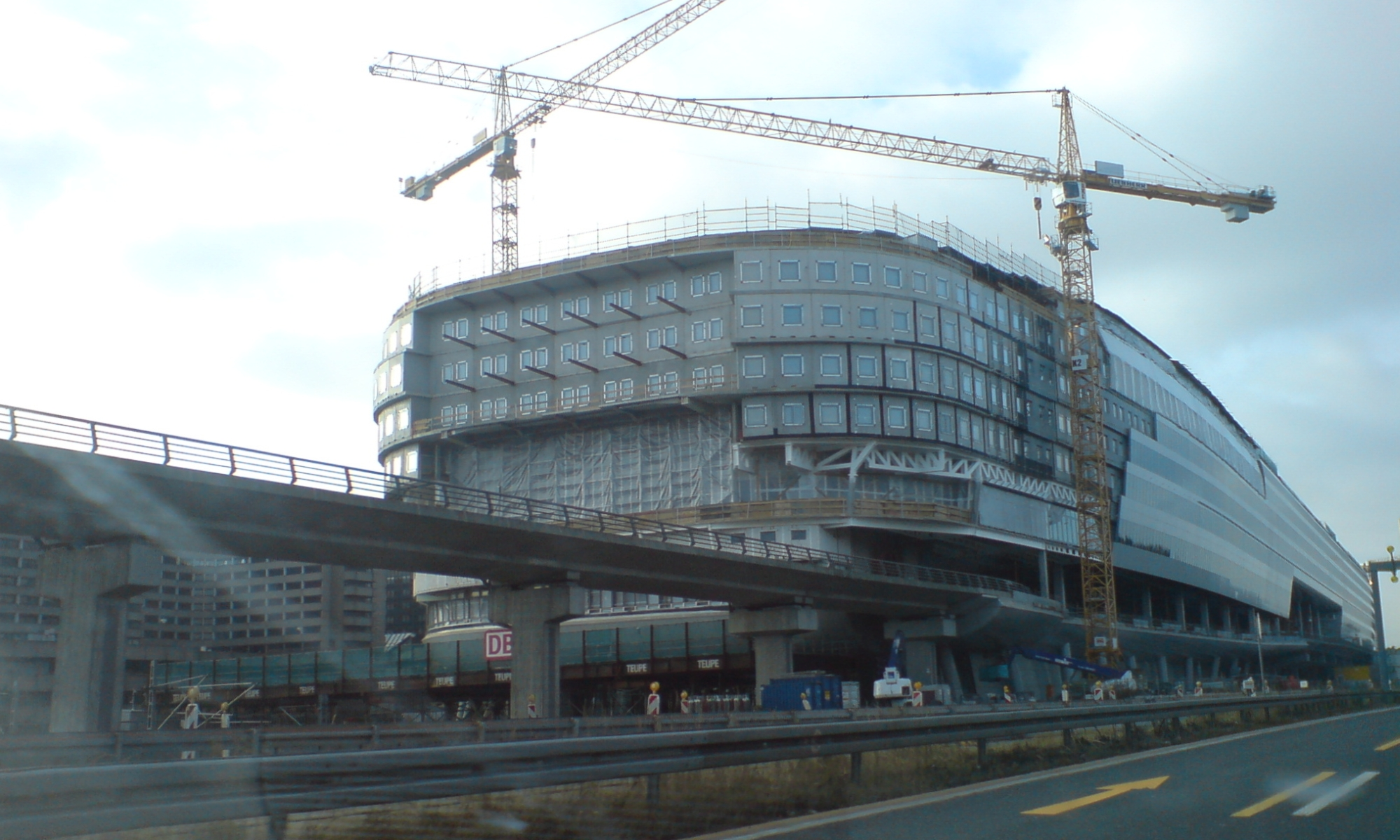
The Squaire im Bau (Januar 2010)

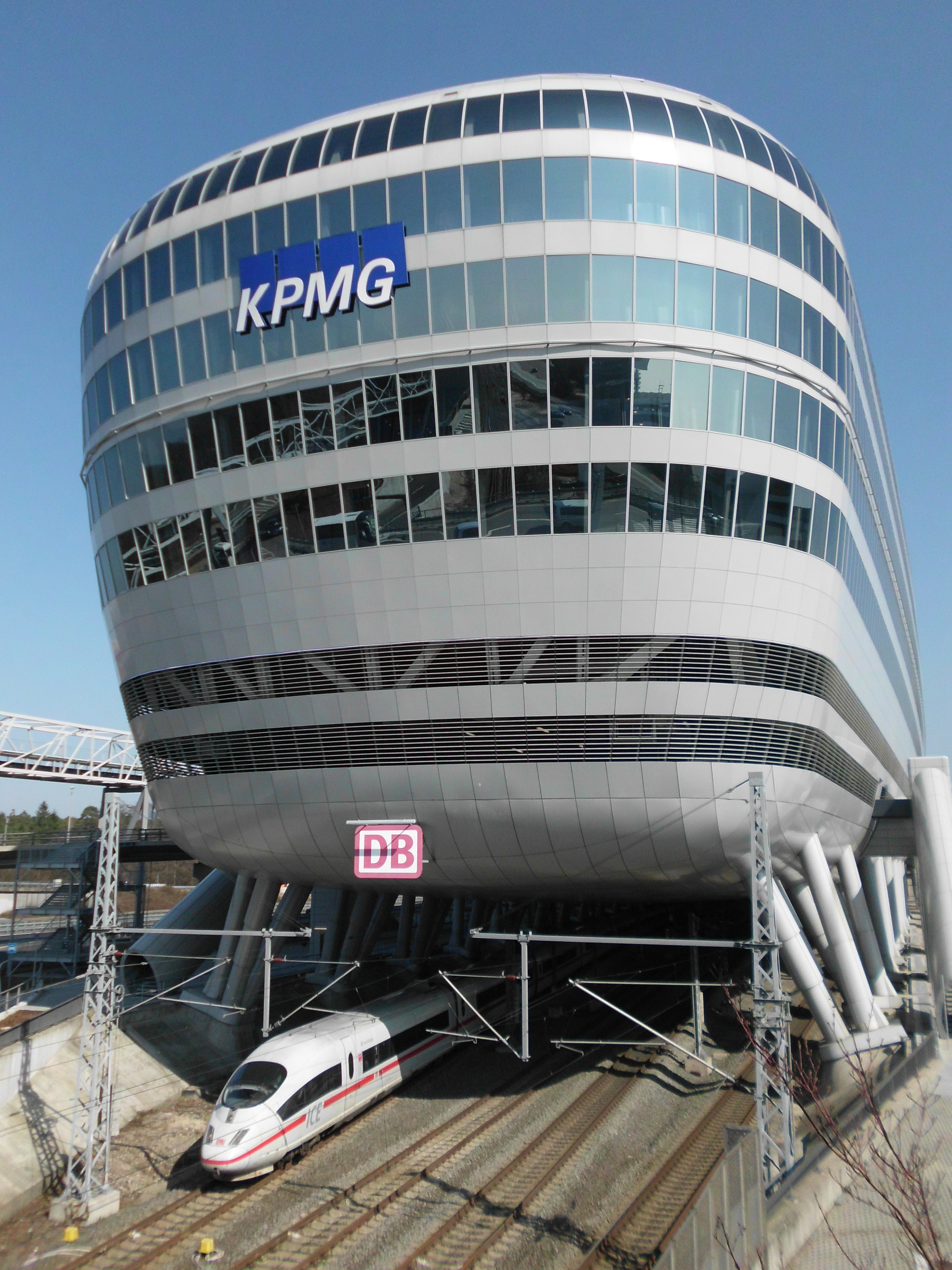
Ausfahrender ICE 3 unter der Westseite des Gebäudes (März 2012)

Im Rahmen der Planung der Schnellfahrstrecke Köln–Rhein/Main bestand am Frankfurter Flughafen die Notwendigkeit, einen zweiten Bahnhof zu bauen, da der vorhandene S- und Regionalbahnhof nicht über die notwendigen Passagierkapazitäten verfügte, um den prognostizierten Verkehr zu bewältigen. 1995 begannen die Bauarbeiten für den neuen Fernbahnhof, 1999 wurde das 660 Meter lange und bis zu 55 Meter breite Bauwerk fertiggestellt. Das Dach des Bahnhofs mit einer Glaskuppel wurde dabei bereits für eine spätere Überbauung konstruiert.
Basierend auf der Planung des Architekturbüros JSK begannen im November 2006 die bauvorbereitenden Maßnahmen am zunächst Airrail Center Frankfurt genannten Bürogebäude; die Grundsteinlegung fand am 1. März 2007 statt. Hauptinvestor für das Projekt ist die IVG Immobilien AG in Bonn. Die Eröffnung war zunächst für Frühjahr 2010 geplant. Die geplanten Baukosten lagen zunächst bei 660 Millionen Euro; Anfang Juni 2009 sprach der Investor IVG bereits von mehr als 840 Millionen Euro. Ein Ende Juli 2009 an die Öffentlichkeit gelangtes Gutachten rechnete mit Baukosten von knapp einer Milliarde Euro und mit einer Fertigstellung Ende 2010. Die Baukosten betrugen letztlich rund 1,25 Milliarden Euro.
Während der Rohbauarbeiten kündigte der Bauherr dem Rohbauunternehmer im April 2008, weil dieser die Bauarbeiten mit der Begründung eingestellt hatte, dass einzelne Auflagen der Baugenehmigung nicht erfüllt seien und wichtige Planungsunterlagen nicht vorlägen. Anschließend wurde ein Konkurrenzunternehmen mit der Fortführung der Bauarbeiten beauftragt. Ein Jahr später wurde festgestellt, dass der aus China importierte Baustahl Mängel aufwies, was zur Folge hatte, dass insgesamt 3500 Tonnen verbauten Stahls repariert oder ersetzt wurden.
Der endgültige Name The Squaire wurde im Juni 2010 im Rahmen der Fertigstellung der Fassade bekannt gegeben. Im Jahr 2011 wurde The Squaire offiziell eröffnet und die Mieter KPMG, Arthur D. Little und der Autozulieferer Nemak zogen ein. Zudem eröffneten Gastronomie- und Einzelhandelsunternehmen wie Starbucks, Rüschenbeck, Paulaner Wirtshaus und REWE. Die Eröffnung der beiden Hilton-Hotels (Hilton Garden Inn und Hilton) im östlichen Gebäudeteil fand am 20. Dezember 2011 statt.
Im Februar 2012 wurde das Squaire-eigene Parkhaus (The Squaire Parking) mit 2.500 Pkw-Stellplätzen westlich vom Bürogebäude fertiggestellt. Das Parkhaus ist über eine 300 Meter lange Stahlkonstruktion („Skylink“) mit The Squaire in der Ebene 6 verbunden. Über den Skylink verkehren zwei Peoplemover-Metros im Pendelverkehr.
Das Unternehmen IVG wollte das Bauwerk ursprünglich verkaufen, um Finanzschulden in Höhe von rund 500 Millionen Euro zu tilgen und rund 350 Millionen Euro bislang gebundenes Eigenkapital für profitablere Projekte freisetzen. Ein geplanter Verkauf des Gebäudes scheiterte jedoch im Januar 2015, weil das Immobilienunternehmen kein entsprechendes Angebot erhalten hatte. Zu diesem Zeitpunkt befand sich die IVG bereits im Insolvenzverfahren. Der Wert wurde mit 700 bis 807 Millionen Euro beziffert. Im November 2019 wurde das Gebäude für 940 Millionen Euro an ein Konsortium um die Investmentgesellschaft AGC verkauft. Das war das teuerste Immobiliengeschäft des Jahres 2019 in Deutschland.

## Mieter

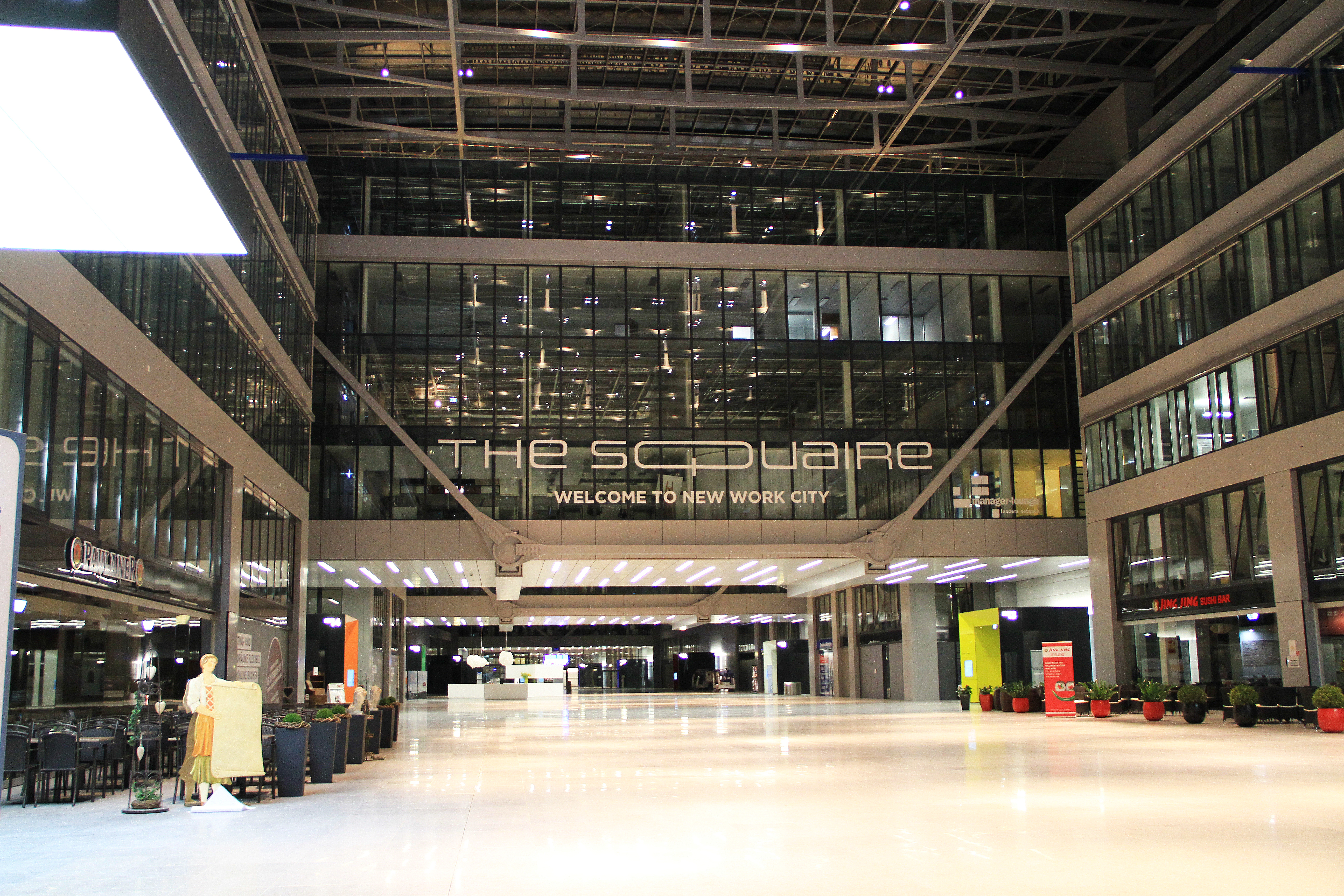
Westflügel des Squaire (nach Eröffnung Juli 2011)

Hauptmieter sind die Wirtschaftsprüfungsgesellschaft KPMG, zwei Hilton-Hotels und Lufthansa. KPMG hat im westlichen Gebäudeteil rund 40.000 Quadratmeter Bürofläche angemietet und ist am 30. Mai 2011 eingezogen. Von dort aus leitet KPMG mit 2150 Mitarbeitern das Europa- und das Saudi-Arabien-Geschäft der Gesellschaft (KPMG Europe LLP). Im Mai 2025 wurde bekannt, dass KPMG seinen bis 2028 laufenden Mietvertrag nicht verlängern wird und in zwei Hochhäuser in der Frankfurter Innenstadt umziehen wird. Im östlichen Teil gibt es zwei Hilton-Hotels: Das Hilton Garden Inn Frankfurt Airport mit 334 Zimmern und das Hilton Frankfurt Airport mit 249 Zimmern auf insgesamt 34.500 Quadratmetern Fläche. Im Mai 2012 bezog Lufthansa eine Fläche von 18.500 Quadratmetern mit 1.100 Mitarbeitern. Weitere Mieter sind Nemak, IVG Immobilien, Plug and Work sowie Atos SE und Arthur D. Little.
Ein REWE-City-Markt mit täglichen Öffnungszeiten und ein Virgin Media Store sind im Westteil des Gebäudes zu finden.
Auf 3600 Quadratmetern sollte darüber hinaus ein Facharztzentrum entstehen.
Von Mai 2019 an wird Michelin auf 6.200 Quadratmetern Teile der Verwaltung für Europa-Nord im Squaire platzieren und dort Platz für über 300 Mitarbeiter schaffen.
5900 Quadratmeter waren für Gastronomie und Geschäfte vorgesehen. Für Büroflächen werden Mieten von rund 30 Euro pro Quadratmeter erhoben. Anfang 2012 waren 85 Prozent der Flächen vermietet. Ende 2019 waren 98 Prozent vermietet. Die Restmietdauer betrug dabei durchschnittlich zehn Jahre.